# 존 람보

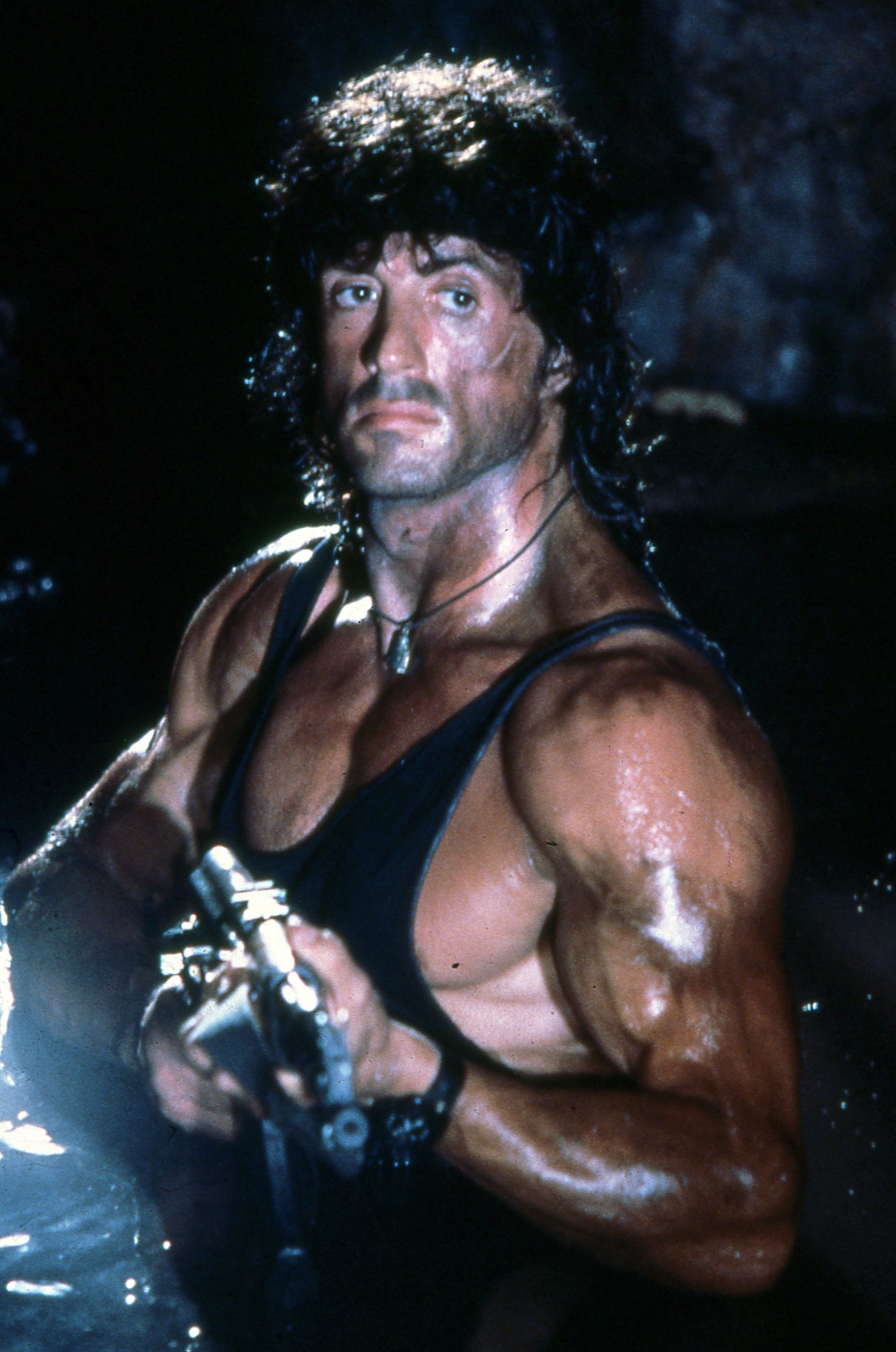
람보 3(1988년)에서 존 람보 역을 맡은 실베스터 스탤론

존 람보(John Rambo, 본명: 존 제임스 람보, John James Rambo, 1947년 7월 6일 ~ )는 람보 프랜차이즈의 가상 인물이다. 데이비드 모렐의 1972년 소설 '퍼스트 블러드'(First Blood)에 처음 등장했지만 나중에 실베스터 스탤론이 연기한 영화 시리즈의 주인공으로 더욱 유명해졌다. 캐릭터의 묘사는 스탤론의 광범위한 호평과 인정을 얻었다. 이 캐릭터는 미국 영화 연구소의 "100년…100명의 영웅과 악당 목록"에 후보로 올랐다. 전작의 성공 이후 '람보'라는 용어는 무모하고, 명령을 무시하고, 모든 문제를 해결하기 위해 폭력을 사용하고, 위험한 상황에 홀로 뛰어들고, 유난히 터프하고 냉담하며, 원시적이고 공격적이다.